# Fluxo de informação
O conceito de Fluxo de Informação é utilizado por três campos diferentes de conhecimento: a Semiótica, que considera a influência dos fluxos na construção do discurso; a Teoria da Informação, fortemente influenciada por modelos matemáticos e de informática; e a Teoria da Comunicação, que identifica tais fluxos com a organização geopolítica e geocultural do mundo.
Na teoria gramatical baseada no discurso, o "fluxo de informação" é qualquer rastreamento de informações referenciais por falantes.

## Fluxos em Informática
No contexto da Teoria da Informação, a ideia de Fluxo de Informação mede a quantidade de informação que flui de uma variável h para uma variável l durante a execução de um dado processo p. Este fenômeno é definido como a incerteza antes do processo iniciado menos a incerteza após o término do mesmo processo. Isto pode ser quantificado como
{\displaystyle H(h|l)-H(h|l')\equiv (H(h,l)-H(l))-(H(h,l')-H(l'))\,\!}
onde {\displaystyle H(h|l)} é a entropia condicional (equivocação) da variável h (antes do início do processo) dada a variável l (antes do início do processo), e {\displaystyle H(h|l')} é a entropia condicional (equivocação) da variável h (após o início do processo) dada a variável l' (o valor da variável l após o término do processo).
{\displaystyle H(X,Y)} é a entropia conjunta e pode ser calculada como abaixo:
{\displaystyle H(X,Y)=-\sum _{x,y}p_{x,y}\log(p_{x,y})\!}

## Fluxos em Comunicação
Já em Comunicação, a ideia de Fluxo de Informação diz respeito tanto à quantidade quanto à qualidade da informação veiculada entre os países, particularmente entre os grupos de países desenvolvidos (ricos) e subdesenvolvidos (pobres). No pós-guerra, diversas entidades de pesquisa em comunicação fizeram medições quantitativas e análises de conteúdo e chegaram à conclusão de que as informações, principalmente no jornalismo e na mídia informativa, fluem muito mais intensamente dos países ricos para os pobres e entre os próprios ricos do que dos pobres. Para usar uma simplificação metafórica, diz-se que a informação global corre muito mais nos sentidos Norte-Sul e Norte-Norte do que nos sentidos Sul-Norte e Sul-Sul.
Para reverter essa situação desigual, foi proposta nos anos 1970 a criação de uma Nova Ordem Mundial da Informação e Comunicação - a NOMIC.
1. ↑  Chafe, Wallace (1976). «Givenness, contrastiveness, definiteness, subjects, topics, and point of view». In:  Li, Charles. Subject and topic. [S.l.]: Academic Presss. pp. 25–55